# Xã Greensboro, Quận Henry, Indiana
Xã Greensboro (tiếng Anh: Greensboro Township) là một xã thuộc quận Henry, tiểu bang Indiana, Hoa Kỳ. Năm 2010, dân số của xã này là 1.728 người.